# Castor Paul Msemwa
Castor Paul Msemwa (Kitulira, Tanzânia, 13 de fevereiro de 1955 - Mascate, Omã, 19 de outubro de 2017) foi um ministro tanzaniano e bispo católico romano de Tunduru-Masasi.
Castor Paul Msemwa frequentou o seminário Santo Agostinho de Peramiho (Songea) para a formação em filosofia (1981-1983) e teologia (1984-1987) e recebeu o Sacramento da Ordem em 7 de junho de 1987. De 1994 a 1996 estudou no Pontifício Instituto de Espiritualidade "Teresianum" de Roma.
Em 7 de dezembro de 2004, o Papa João Paulo II o nomeou Bispo Coadjutor de Tunduru-Masasi. O Arcebispo de Dar es Salaam, Cardeal Polycarp Pengo, o consagrou em 30 de janeiro de 2005; Os co-consagradores foram o Arcebispo de Songea, Norbert Wendelin Mtega, e o Bispo de Tunduru-Masasi, Magnus Mwalunyungu. 
Em 25 de agosto de 2005, Castor Paul Msemwa tornou-se bispo de Tunduru-Masasi, sucedendo a Magnus Mwalunyungu, que renunciou por motivos de idade.